# Чижичі
Чи́жичі (пол. Czyżyce) — село в Україні, в Стрийському районі (до 2020 р. - Жидачівський район) Львівської області. Населення становить 192 особи. Орган місцевого самоврядування — Ходорівська міська рада.

## Розташування
Розташоване на лівому березі річки Давидівка, за 51 км на північний схід від районного центру.
Село притулилося між двома горами, які місцеві жителі називають Крушник і Діброва. Частину села, яка тулиться до гори Крушник, що знаходиться біля лісу, — називають Індією, частину — Пакистаном, а центральну частину села — Ринки. Старожили кажуть, що колись тут (в Ринках) проходили торговища.

## Історія
Точних даних, які б підтверджувались документально про заснування села нема, але за легендою історія села починається з часів походів Богдана Хмельницького. Він збудував похідну церкву. Зараз на зрубі є пам'ятна табличка, що церква є пам'яткою архітектури і охороняється державою. Так за переказами місцевих мешканців, Хмельницький розташував своє військо у трьох селах: Вибранівка, Бринці і в Чижичах. Старожили розповідають, що у Вибранівці розташувався штаб гетьмана — «вибрані люди», в Бринцях — бранці війська козацького, а в Чижичах бойові частини війська гетьманського. За переказами, вони казали «чи будемо жити, чи ні». Звідси і пішли назви сіл.
На 01.01.1939 в селі проживало 430 мешканців, з них 340 українців-грекокатоликів, 80 українців-римокатоликів, 10 поляків.
В селі є багато переселенців з Лемківщини — історичної української етнографічної землі, з якої насильно було виселено українське населення.
В часи радянської окупації селяни брали участь у партизанській боротьбі.
На околицях села, у криївках Чижицького лісу в урочищі (місцевості) «Камінь» (колишня каменоломня пана Шиманського), протягом двох років діяв загін командира УПА Щіпного. Тільки після тривалої облоги загін був вимушений прийняти останній бій. Всі 33 вояки загинули й поховані у Братській могилі в сусідньому селі Бринці. Кожний рік на другий день Великодня священик починає Хресний хід кладовищем з могили січових стрільців.

## Соціальна сфера
В Чижичах є клуб, бібліотека, магазин.

## Політика

### Парламентські вибори, 2019
На позачергових парламентських виборах 2019 року у селі функціонувала окрема виборча дільниця № 460302, розташована у приміщенні народного дому.
Результати
- зареєстровано 117 виборців, явка 59,83 %, найбільше голосів віддано за «Європейську Солідарність» — 22,86 %, за Радикальну партію Олега Ляшка — 20,00 %, за «Слугу народу» і Всеукраїнське об'єднання «Батьківщина» — по 11,43 %.[3] В одномандатному окрузі найбільше голосів отримав Андрій Кіт (самовисування) — 62,86 %, за Андрія Гергерта (Всеукраїнське об'єднання «Свобода») — 15,71 %, за Олега Канівця (Громадянська позиція) — 12,86 %[4].

## Люди
Найстарший мешканець села — п. Казимир Штурмак, 1931 р. н.
- Пшик Михайло Володимирович (* 1962) — начальник Головного управління ДСНС України у Луганській області, кавалер ордена «За заслуги» III ступеня[5][6].

## Уродженці
- Василь Заставний — районний референт Служби безпеки, організаційний референт районного проводу ОУН Новострілищанського району, автор пісні «Лента за лентою», Лицар Бронзового Хреста Заслуги УПА.